# Boris Ganusowski
Boris Kazimirowicz Ganusowski, ros. Борис Казимирович Ганусовский (ur. w 1908 r. w Petersburgu, zm. 5 listopada 1993 r. w Saint Paul) – oficer 1 Kozackiej Dywizji Kawalerii, a następnie 3 Kozackiej Brygadzie Pieszej podczas II wojny światowej, emigracyjny pisarz i publicysta.
Od 1916 r. uczęszczał do gimnazjum w Piotrogradzie, ale wybuch rewolucji bolszewickiej w październiku 1917 r. przerwał jego naukę. Na początku 1918 r. jego rodzina przeniosła się do Sewastopola, gdzie B. K. Ganusowski wstąpił do odeskiego korpusu kadetów. Następnie przeniesiono go do krymskiego korpusu kadetów, w składzie którego w listopadzie 1920 r. został ewakuowany z Krymu do Gallipoli. Na emigracji zamieszkał w Królestwie SHS. W 1926 r. ukończył krymski korpus kadetów, po czym w 1927 r. rozpoczął studia na uniwersytecie w Belgradzie. Jednocześnie pracował jako szofer. W 1931 r. ukończył studia na uniwersytecie. Następnie był wydawcą humorystycznego czasopisma „Buch”. Po zajęciu ZSRR przez wojska niemieckie 22 czerwca 1941 r., przybył do okupowanego Smoleńska, gdzie od 1942 r. pracował w redakcji tygodnika „Nowyj put'”. Wiosną 1943 r. wstąpił do nowo formowanej 1 Kozackiej Dywizji Kawalerii. W stopniu porucznika służył w plutonie propagandowym przy sztabie dywizji. Od początku 1945 r. służył w XV Kozackim Korpusie Kawalerii SS. Pełnił funkcję szefa jednego z oddziałów sztabu Kozackiej Brygady Pieszej. Na początku maja tego roku wraz z resztą Korpusu poddał się w Karyntii Brytyjczykom. Pod koniec maja wydano go Sowietom. Po procesie skazano go na karę 10 lat łagrów. Osadzony został w obozie na Workucie, a następnie Kołymie. Latem 1953 r. uczestniczył w krwawo stłumionym buncie więźniów, ale udało mu się przeżyć. W 1956 r. w wyniku ogłoszenia amnestii wyszedł na wolność, po czym wyjechał do Austrii. Zamieszkał w Wiedniu. Rok później wyemigrował do USA. Uczył języka rosyjskiego w jednej z amerykańskich szkół wojskowych. W latach 60. i 70. pisał wspomnienia z czasów II wojny światowej i pobytu w łagrach, które były publikowane w czasopiśmie „Kadietskaja pieriekliczka”. Był autorem licznych artykułów w emigracyjnej prasie rosyjskiej. Pracował też w Radiu „Wolna Europa”. W 1983 r. opublikowano jego książkę pt. „10 let za żeleznym zanawiesom (1945-1955). Zapiski żertwy Jałty”.